# Scilla rosenii
Scilla rosenii är en sparrisväxtart som beskrevs av Karl Heinrich Koch. Scilla rosenii ingår i släktet blåstjärnesläktet, och familjen sparrisväxter. Inga underarter finns listade i Catalogue of Life.